# Eymur
Eymur är en ort i Azerbajdzjan.   Den ligger i distriktet Ağdaş Rayonu, i den centrala delen av landet, 220 km väster om huvudstaden Baku. Eymur ligger 14 meter över havet och antalet invånare är 953.
Terrängen runt Eymur är mycket platt. Närmaste större samhälle är Yevlakh, 11,4 km nordväst om Eymur.
Trakten runt Eymur består till största delen av jordbruksmark. Runt Eymur är det ganska tätbefolkat, med 129 invånare per kvadratkilometer.